# آنا فیلوسوفوا

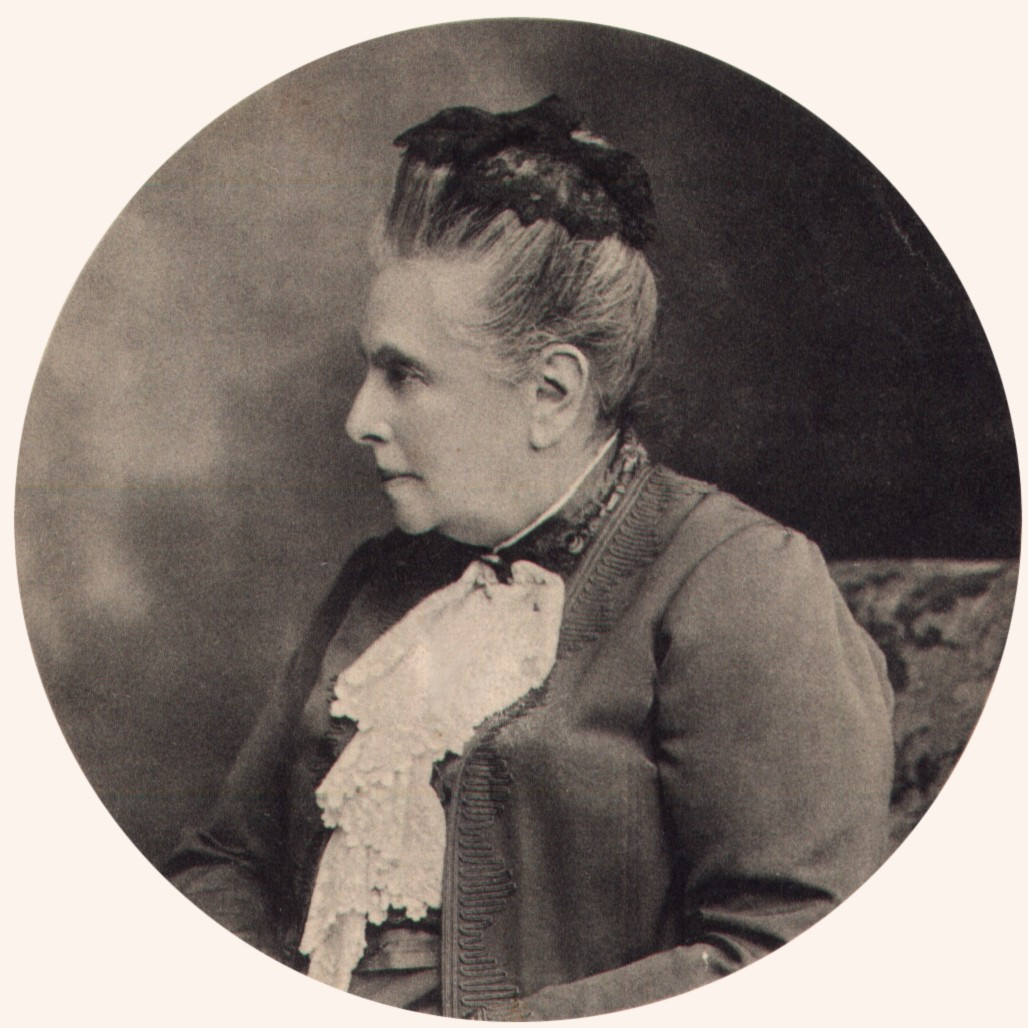

آنا فیلوسوفوا (Anna Filosofova) یکی از چهره‌های برجسته جنبش زنان در روسیه قرن نوزدهم بود. او در سال ۱۸۳۷ به دنیا آمد و در سال ۱۹۱۲ درگذشت. فیلوسوفوا به‌عنوان یک فعال اجتماعی و فمینیست، نقش مهمی در پیشبرد حقوق زنان و بهبود شرایط اجتماعی زنان در روسیه ایفا کرد. او از بنیان‌گذاران جنبش زنان در روسیه بود و در تأسیس سازمان‌های مختلفی که برای آموزش و حمایت از زنان فعالیت می‌کردند، مشارکت داشت. فیلوسوفوا به همراه دیگر فعالان زن، مانند نادژدا استاسووا و ماریا ترابیکووا، تلاش‌های زیادی برای دستیابی به برابری جنسیتی و بهبود وضعیت زنان در جامعه روسیه انجام دادند. فیلوسوفوا همچنین در زمینه‌های مختلف اجتماعی و فرهنگی فعالیت می‌کرد و به عنوان یک شخصیت روشنفکر و پیشرو، تأثیر قابل توجهی بر جامعه روسیه گذاشت. او به عنوان یکی از پیشگامان جنبش زنان در روسیه، الهام‌بخش بسیاری از زنان دیگر برای مشارکت در فعالیت‌های اجتماعی و سیاسی بود.